# Imbriano inferiore

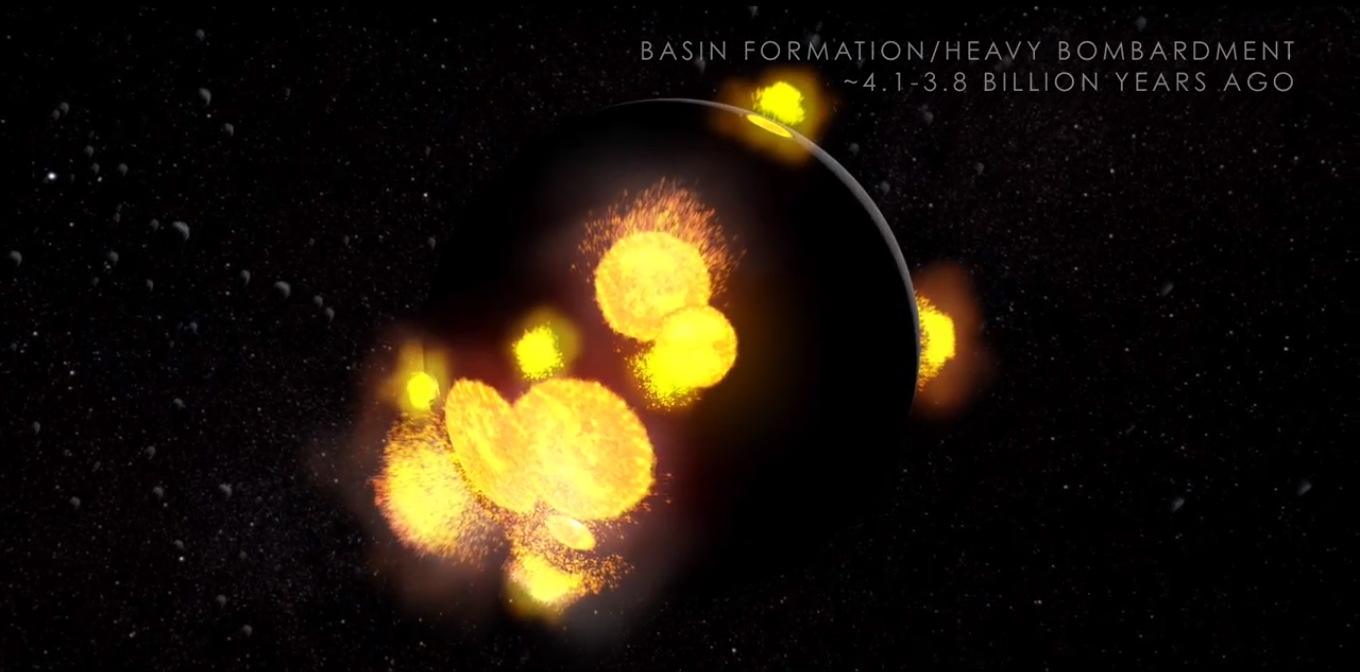
La Luna durante l'Imbriano inferiore

L'Imbriano inferiore, nella scala dei tempi geologici lunari, è un'era geologica che va da 3850 a 3800 milioni di anni fa circa; l'inizio di questo periodo coincide convenzionalmente con la data dell'impatto meteorico che creò il Mare Imbrium. Risale all'Imbriano inferiore la formazione dei bacini lunari più recenti, che si sarebbero successivamente arricchiti di rocce basaltiche nel corso dell'Imbriano superiore.
Giacché non esistono materiali geologici risalenti a questo periodo sulla Terra, l'Imbriano inferiore è stato utilizzato anche come periodo geologico terrestre, in particolare come suddivisione dell'Adeano.